# Салахова, Юлиана Булатовна
Юлиа́на Була́товна Сала́хова (род. 16 декабря 1984, Волгоград) — российская гребчиха-байдарочница, выступала за сборную России с 2002 года по 2016. Участница двух летних Олимпийских игр, многократная призерка чемпионатов мира и Европы, победительница национальных первенств, мастер спорта международного класса.

## Биография
Юлиана Салахова родилась 16 декабря 1984 года в Волгограде. В детстве серьёзно занималась плаванием, участвовала в соревнованиях, добилась звания мастера спорта, однако в возрасте пятнадцати лет перешла в греблю. Позже присоединилась к спортивному обществу «Юность Москвы», сначала проходила подготовку под руководством тренера Ю. С. Суркова, потом тренировалась у таких специалистов как Н. К. Сабирзьянов и Г. М. Ефремов. Первого серьёзного успеха добилась в 2002 году, когда впервые выиграла золотую медаль на взрослом чемпионате России и попала в основной состав национальной сборной. Год спустя побывала на чемпионате мира в американском Гейнсвилле, где в зачёте четырёхместных байдарок сумела пробиться в финал на дистанции 1000 метров. Ещё через год съездила на первенство Европы в польскую Познань, тогда как в сезоне 2005 года дважды была финалисткой на мировом первенстве в хорватском Загребе и выиграла бронзовую медаль на одном из этапов Кубка мира.
В 2006 и 2007 годах Салахова неизменно выходила в финалы мировых и европейских первенств, несколько раз останавливалась в шаге от призовых позиций. Благодаря череде удачных выступлений удостоилась права защищать честь страны на летних Олимпийских играх 2008 года в Пекине — с одиночной байдаркой боролась за медали в гонке на 500 метров, но в итоге расположилась лишь на девятой позиции. Несмотря на неудачу с Олимпиадой, в сезоне 2009 года заметно улучшила результаты, в частности, завоевала бронзовую медаль на чемпионате Европы в немецком Бранденбурге, а затем добыла две серебряные медали на европейском первенстве в испанской Трасоне и серебро с бронзой на чемпионате мира в Познани, в зачёте байдарок-двоек на полукилометровой и километровой дистанциях соответственно.
На различных этапах Кубка мира 2012 года Юлиана Салахова несколько раз поднималась на пьедестал почёта, после чего прошла отбор на Олимпийские игры в Лондон. На одиночной байдарке сумела дойти только до полуфинала полукилометрового заплыва и разместилась в итоговом протоколе на девятнадцатой строке. С четвёркой, куда также вошли гребчихи Вера Собетова, Наталья Подольская и Юлия Качалова, всё-таки пробилась в финальную стадию, но в решающей гонке финишировала лишь седьмой. Вскоре после этих соревнований приняла решение завершить карьеру профессиональной спортсменки.
Ныне проживает в Москве, занимается пропагандой и развитием гребли на байдарках и каноэ, в частности, публикует материалы на своём интернет-портале paddlesports.ru. Имеет два высших образования, окончила Волгоградскую государственную академию физической культуры и магистратуру Московского государственного университета, где обучалась на факультете журналистики.